# Vanderburgh megye
Vanderburgh megye az Amerikai Egyesült Államokban, azon belül Indiana államban található. Megyeszékhelye és legnagyobb városa Evansville. Lakosainak száma 180 136 fő (2020. április 1.). Vanderburgh megye Gibson, Henderson, Posey és Warrick megyékkel határos.

## Népesség
A megye népességének változása:
| Lakosok száma | 179 773 | 180 284 | 180 713 | 181 398 | 181 877 | 180 136 |
|               | 2010    | 2011    | 2012    | 2013    | 2015    | 2020    |